# Podarcis filfolensis
Espèce
Synonymes
- Lacerta filfolensis Bedriaga, 1876
- Lacerta generalensis Gulia, 1914
- Lacerta muralis kieselbachi Fejervary, 1924
- Lacerta muralis laurentiimuelleri Fejervary, 1924

Statut de conservation UICN

 LC  : Préoccupation mineure
Podarcis filfolensis est une espèce de sauriens de la famille des Lacertidae.

## Répartition
Cette espèce se rencontre à Malte et aux îles Pélages en Sicile en Italie.

## Liste des sous-espèces
Selon The Reptile Database (20 mars 2013) :
- Podarcis filfolensis filfolensis (Bedriaga, 1876)
- Podarcis filfolensis generalensis (Gulia in Despott, 1914)
- Podarcis filfolensis kieselbachi (Fejervary, 1924)
- Podarcis filfolensis laurentiimuelleri (Fejervary, 1924)
- Podarcis filfolensis maltensis Mertens, 1921

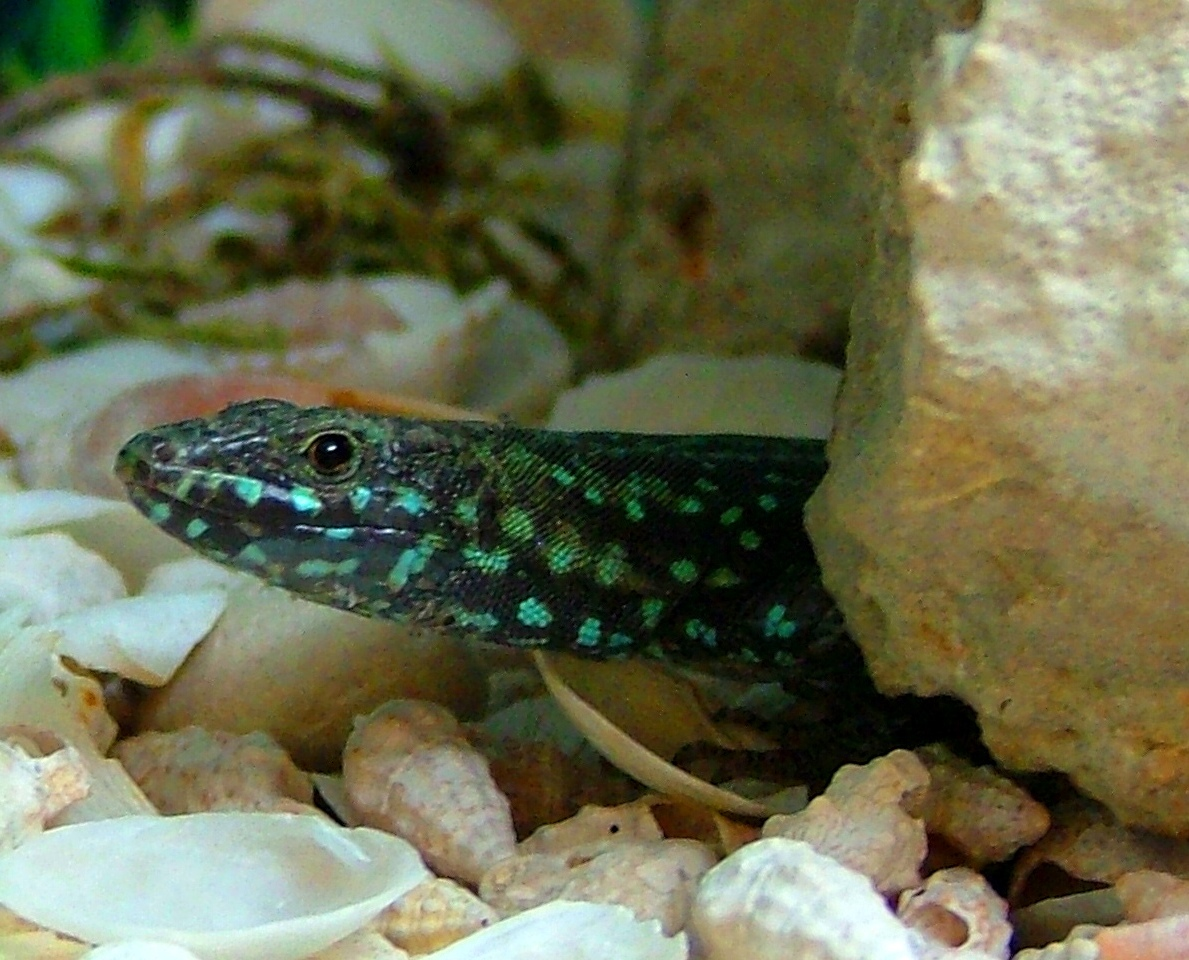
Podarcis filfolensis filfolensis
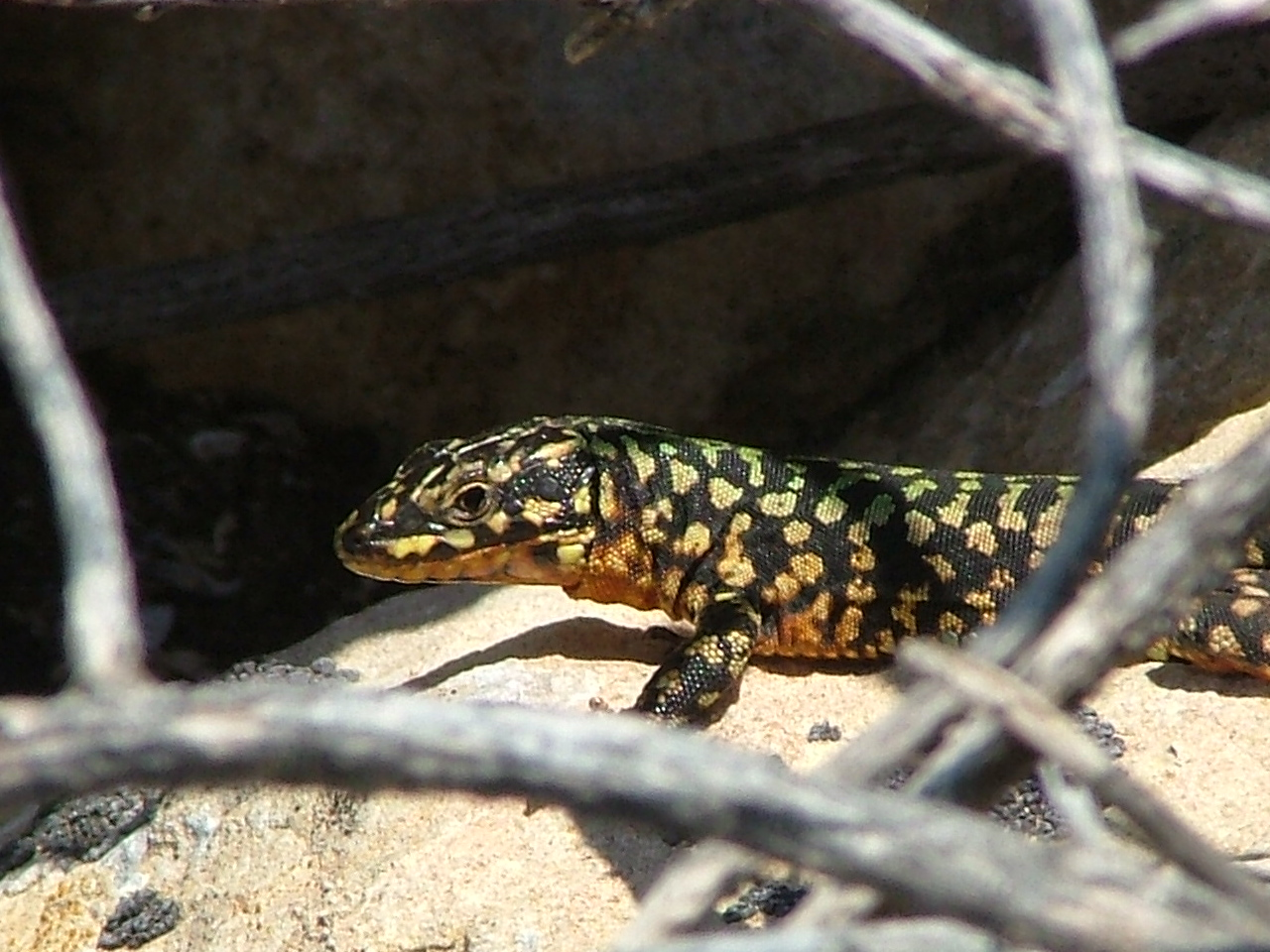
Podarcis filfolensis generalensis
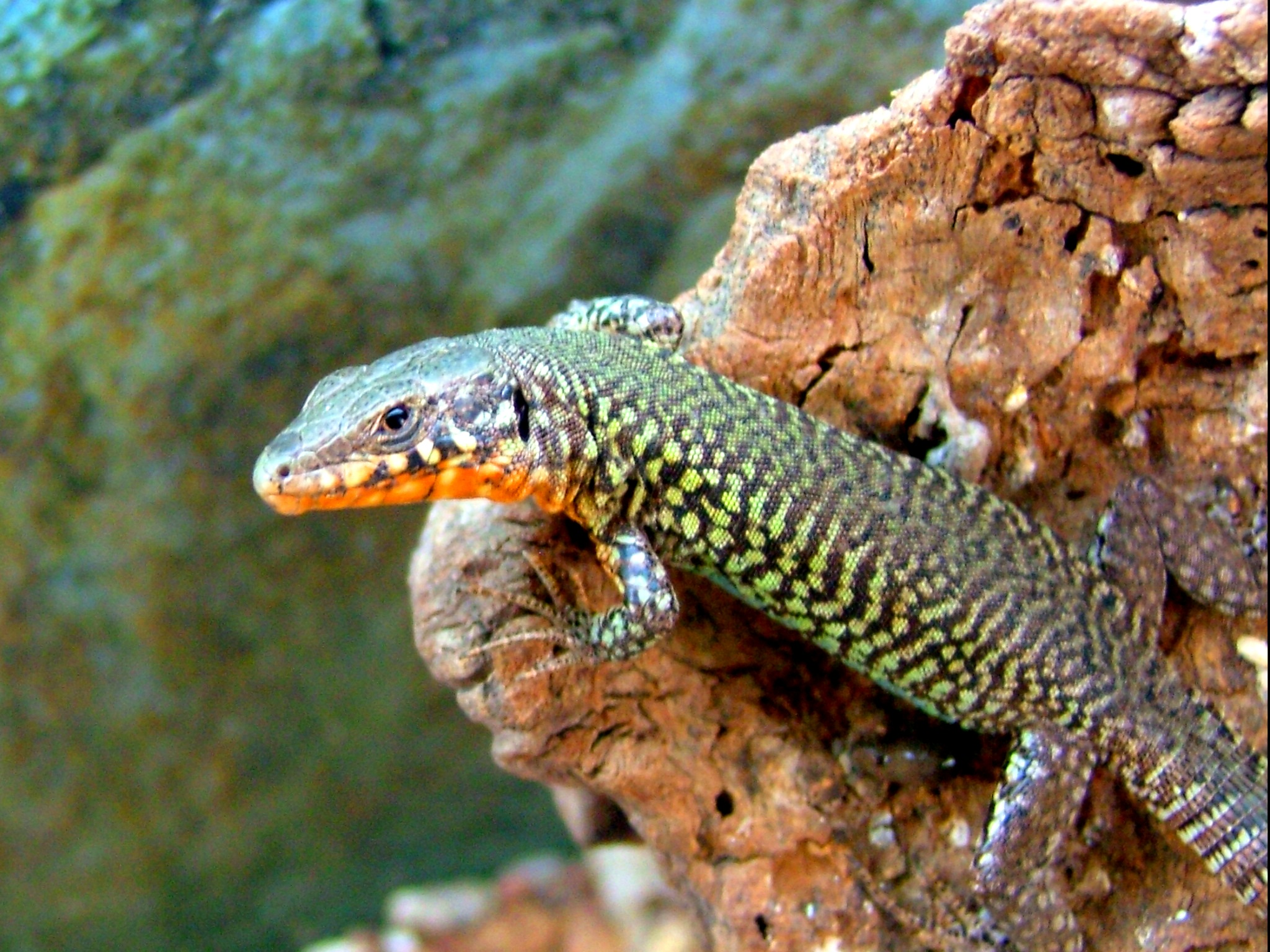
Podarcis filfolensis kieselbachi
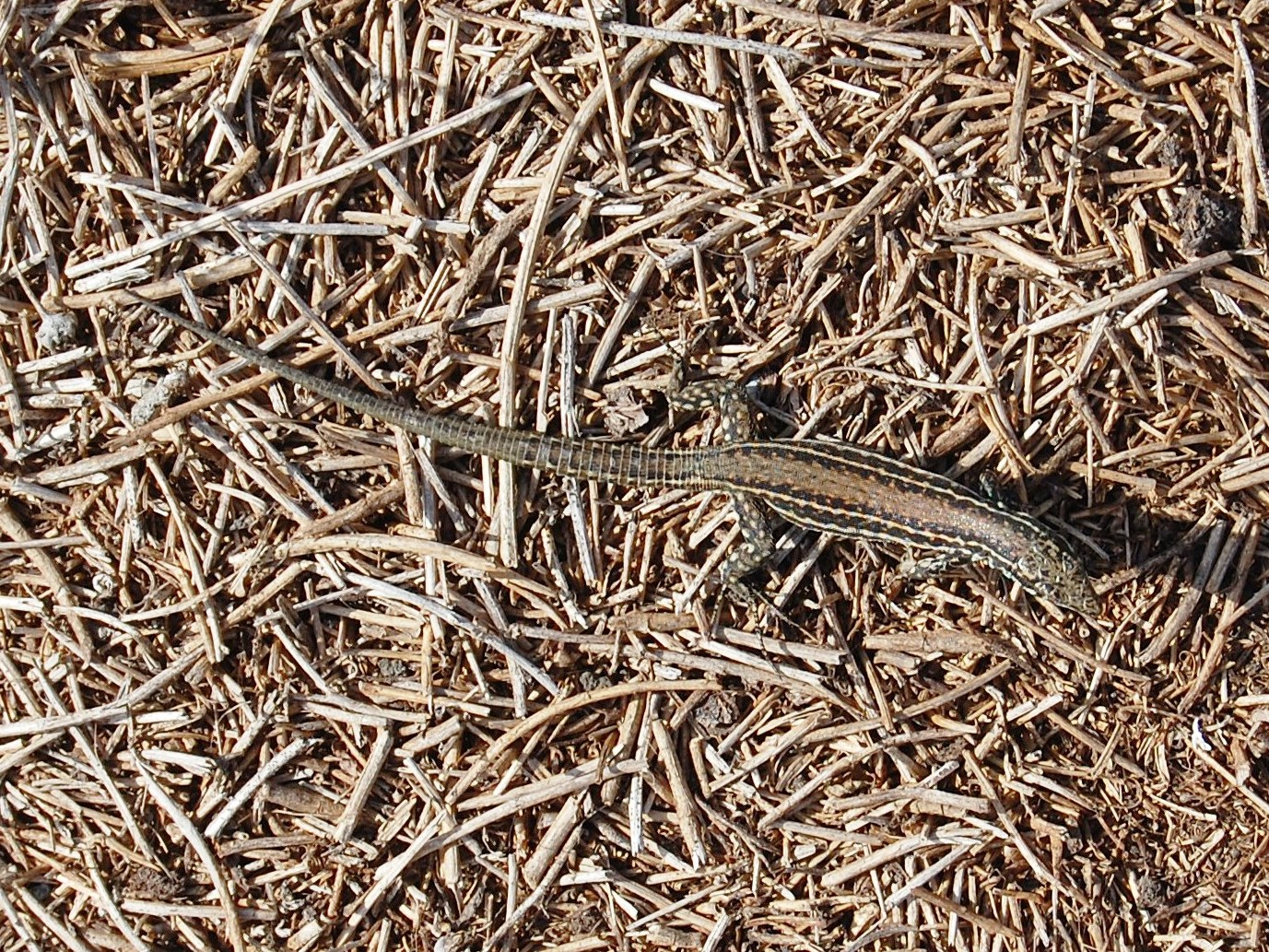
Podarcis filfolensis laurentiimuelleri
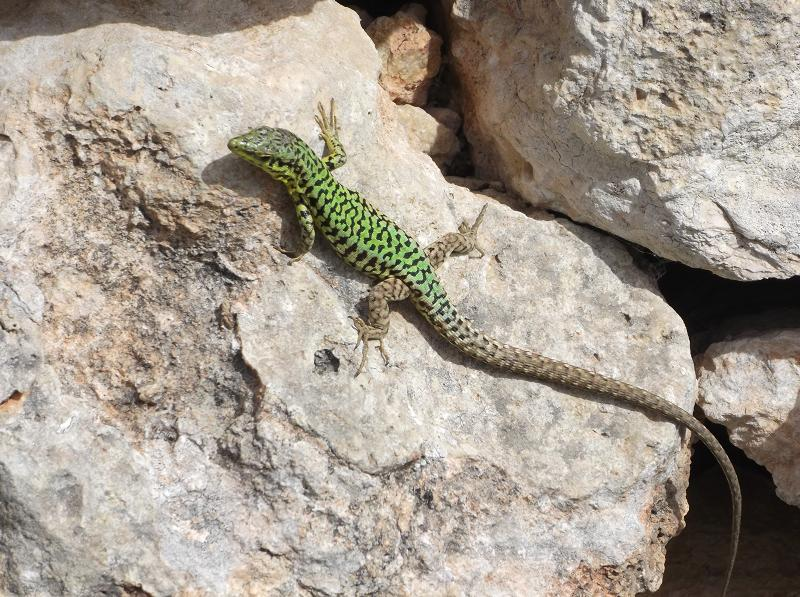
Podarcis filfolensis maltensis
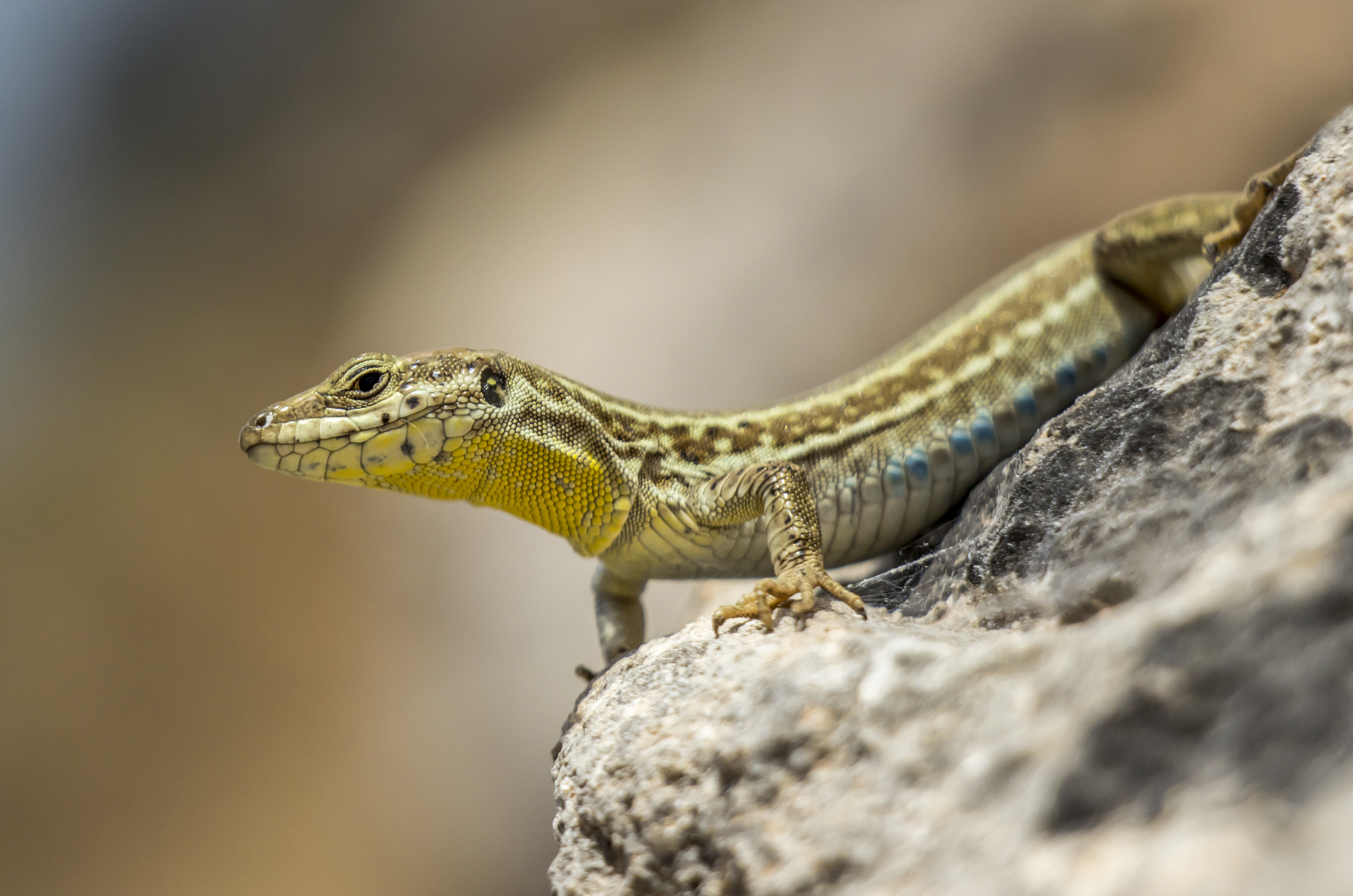
Autre Podarcis filfolensis maltensis. Mai 2021.

## Étymologie
Son nom d'espèce, composé de filfol et du suffixe latin -ensis, « qui vit dans, qui habite », lui a été donné en référence au lieu de sa découverte, Filfla.

## Publications originales
- Jacques von Bedriaga, Die Faraglione-Eidechse und die Entstehung der Farben bei den Eidechsen, Heidelberg, Carl Winter, 1876 (lire en ligne), p. 1-21
- Géza Fejérváry, « Preliminary notes to a monograph of the lacertian fauna of the Maltese Island », Biologica Hungarica, Budapest, nos 1-5,‎ 1924, p. 1-14
- Robert Friedrich Wilhelm Mertens, « Zur Kenntnis der Reptilienfauna von Malta », Zoologische Anzeiger, no 53,‎ 1921, p. 236-240 (lire en ligne)
- Despott, « The Reptiles on the Maltese Islands. », The Zoologist, London, no 891 (19),‎ 1914, p. 321-327 (lire en ligne)